# Consuelo Velázquez

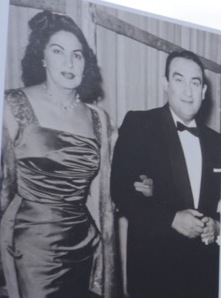
Consuelo Velázquez en Pedro Vargas

Consuelo Velázquez (Ciudad Guzmán, 29 augustus 1924 - Mexico-Stad 22 januari 2005) was een Mexicaanse componiste.
Velázquez begon als pianiste en zangeres. Later ging zij componeren. Met het in tientallen talen vertaalde en door veel zangers gezongen lied Bésame mucho uit 1941 werd zij wereldberoemd.
Daarnaast schreef zij ook nog andere romantische liederen zoals No me pides nunca en Déjame quererte.
- Bibsys: 7063053
- Biblioteca Nacional de Chile: 000234748
- Biblioteca Nacional de España: XX895107
- Bibliothèque nationale de France: cb138144336 (data)
- Gemeinsame Normdatei: 134923243
- International Standard Name Identifier: 0000 0000 8170 5301
- Library of Congress Control Number: n96001989
- Nationale Bibliotheek van Letland: 000079002
- MusicBrainz: a2c4674d-35eb-4e86-9100-1da0a2985cb1
- Bibliotheek van het Japanse parlement: 001155426
- Nationale Bibliotheek van Tsjechië: mzk2010593964
- Nationale bibliotheek van Australië: 61163519
- Nationale Bibliotheek van Israël: 987007329576805171
- Nationale Bibliotheek van Polen: a0000002616790
- Nationale en Universitaire bibliotheek Zagreb: 000564552
- Nederlandse Thesaurus van Auteursnamen: 394363426
- Réseau des bibliothèques de Suisse occidentale: 02-A022491413
- LIBRIS: 249522
- Système universitaire de documentation: 086261681
- Trove: 1822009
- Virtual International Authority File: 101373947
- WorldCat: E39PBJbM44PBj9BY7g3CgQDg8C